# Cantó de Le Biot
El cantó de Le Biot és un cantó francès del departament de l'Alta Savoia, situat al districte de Thonon-les-Bains. Té 9 municipis i el cap és Le Biot.

## Municipis
- La Baume
- Le Biot
- Essert-Romand
- La Forclaz
- Montriond
- Morzine
- Seytroux
- Saint-Jean-d'Aulps
- La Vernaz

| Data d'elecció                           | Identitat       | Partit              | Qualitat |
| ---------------------------------------- | --------------- | ------------------- | -------- |
| 1945-1951                                | M. Vulliez      | Divers droite       |          |
| 1951-1970                                | M. Morel        | MRP, després RI     |          |
| 1970-1994                                | Louis Bondaz    | CD, després UDF-CDS |          |
| 1994-2001                                | Georges Vulliez | Divers droite       |          |
| 2001-                                    | Denis Bouchet   | Divers droite       |          |
| les dades anteriors no són pas conegudes |                 |                     |          |